# Johann Eberhard Nidhard
Johann Eberhard Nidhard (Castello di Falkenstein, 8 dicembre 1607 – Roma, 1º febbraio 1681) è stato un cardinale e arcivescovo cattolico austriaco.

## Biografia
Nato al Castello di Falkenstein l'8 dicembre 1607, presso Hofkirchen im Mühlkreis (Alta Austria), discendeva da una famiglia nobile locale. Il suo cognome viene talvolta indicato nelle varianti Nithard, Nidhardus, Neidarth, Neidhardt, Neüthardt o Neidthardt.
Ancora giovane decise di intraprendere la carriera ecclesiastica ed il 6 ottobre 1631 entrò a far parte della Compagnia di Gesù a Vienna, venendo nominato sacerdote poco dopo. Fu nominato professore di filosofia, etica, diritto canonico, teologia dogmatica e arte del dibattito all'Università di Graz. L'Imperatore Ferdinando III lo rese precettore dei suoi figli Leopoldo e Marianna. Quando quest'ultima nel 1649 sposò suo zio materno, re Filippo IV di Spagna, Nithard l'accompagnò come confessore personale, accedendo così alla Corte di Spagna. Quando nel 1665 Filippo IV morì, il suo figlio e successore, Carlo II, aveva solo quattro anni, così Marianna assunse la reggenza. Nel 1666 la Regina madre nominò Nithard grande inquisitore o inquisitore generale, il che lo fece automaticamente entrare nel Consiglio di Reggenza, di cui il grande inquisitore faceva parte ex officio, ossia di diritto. In breve tempo, Nithard ne divenne il presidente e in tal modo diventò valido o primo ministro di Spagna. La scelta del prelato austriaco non fu gradita all'aristocrazia spagnola, che mal sopportava il potere di cui godeva a Corte Nithard, ostilità acuita dal fatto che la sua nomina non era stata approvata da papa Alessandro VII, né soprattutto da Don Giovanni d'Austria, di cui la nomina di Nithard aveva comportato la sostanziale estromissione da Corte, per di più contro le disposizioni di Filippo IV.
Nithard ereditò una Spagna già in decadenza da decenni, un declino accentuato sicuramente dalla guerra di restaurazione portoghese, che dal 1640 assorbiva ingenti risorse umane e finanziarie. Il conflitto terminò nel 1668 con il Trattato di Lisbona e a svantaggio della Spagna: in cambio di Ceuta, quest'ultima perdeva il Portogallo, che non solo ridiventava in tal modo indipendente, ma riacquisiva anche i suoi possedimenti, come il Brasile e le piazzeforti commerciali indiane e indocinesi.
Nithard, che aveva stipulato il duro Trattato, fu sempre più bersagliato nell'ambiente di Corte e Don Giovanni d'Austria continuò con maggior vigore a tramare contro di lui.
Inoltre nel 1667 era scoppiata la guerra di Devoluzione contro Luigi XIV di Francia per il possesso delle Fiandre, cui il Re Sole agognava. La Spagna riuscì a evitare una sconfitta solo grazie all'aiuto di Inghilterra, Svezia e Province Unite, potenze decise a evitare l'espansionismo francese. Col Trattato di Aquisgrana del 1668 si chiuse anche questo conflitto, che però, insieme a quello portoghese, era stato finanziato con un aumento della pressione fiscale a danno delle classi meno abbienti, che si unirono quindi alla nobiltà nel malcontento.
Don Giovanni d'Austria sfruttò la situazione e con una sollevazione militare marciò nel 1669 su Madrid, ingiungendo alla Regina madre di congedare Nithard, come infatti avvenne.
Il suo posto fu assunto dal marchese di Villasierra, Fernando de Valenzuela. Scrisse, dopo l'esperienza di governo in Spagna, le sue memorie difensive.
Declinò alla promozione al cardinalato molte volte, venendo nominato ambasciatore del Regno di Spagna presso la Santa Sede dal febbraio 1669. Eletto vescovo di Agrigento, non prese mai possesso di questa sede episcopale.
Eletto arcivescovo titolare di Edessa di Osroene il 16 novembre 1671, venne consacrato il 24 gennaio 1672 nella chiesa del Gesù di Roma per mano del cardinale Federico Sforza, vescovo di Tivoli, assistito da Giacomo Altoviti, patriarca titolare di Antiochia, e da Egidio Colonna, patriarca titolare di Gerusalemme.

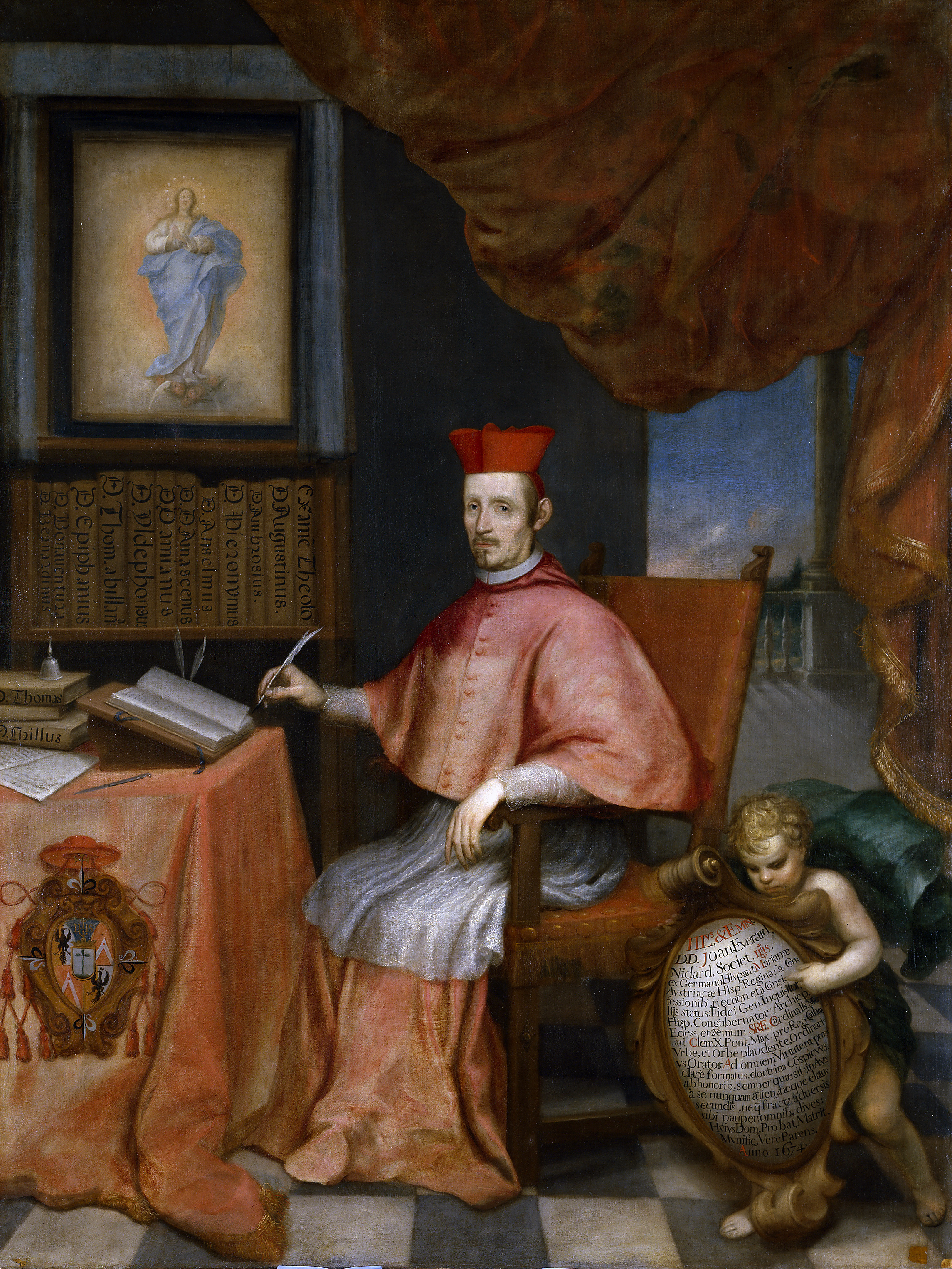
Il cardinale Nidhard

Creato cardinale e riservato in pectore nel concistoro del 24 agosto 1671, venne pubblicato ufficialmente il 16 maggio 1672, ricevendo il titolo di San Bartolomeo all'Isola l'8 agosto di quello stesso anno. Nel 1676 prese parte al conclave che elesse papa Innocenzo XI, evento dopo il quale optò per il titolo di Santa Croce in Gerusalemme dal 25 settembre 1679.
Morì a Roma il 1º febbraio 1681, alle 23.00, nella sua residenza del collegio del Santissimo Nome di Gesù. La sua salma venne esposta nella chiesa del Gesù di Roma, dove i funerali ebbero luogo il 4 febbraio e dove venne sepolto, nella stessa tomba del cardinale Juan de Lugo.

## Genealogia episcopale
La genealogia episcopale è:
- Cardinale Guillaume d'Estouteville, O.S.B.Clun.
- Papa Sisto IV
- Papa Giulio II
- Cardinale Raffaele Sansone Riario
- Papa Leone X
- Papa Clemente VII
- Cardinale Antonio Sanseverino, O.S.Io.Hieros.
- Cardinale Giovanni Michele Saraceni
- Papa Pio V
- Cardinale Innico d'Avalos d'Aragona, O.S.Iacobi
- Cardinale Scipione Gonzaga
- Patriarca Fabio Biondi
- Papa Urbano VIII
- Cardinale Cosimo de Torres
- Cardinale Pier Luigi Carafa
- Cardinale Federico Sforza
- Cardinale Johann Eberhard Nidhard, S.I.